# Mykoła Dokaszenko
Mykoła Hryhorowycz Dokaszenko, Nikołaj Grigorjewicz Dokaszenko (ukr. Микола Григорович Докашенко, ros. Николай Григорьевич Докашенко; ur. 21 listopada 1921 we wsi Kondratowka obecnie w rejonie sumskim, zm. 22 lutego 1992 w Sumach) – radziecki lotnik wojskowy, pułkownik, Bohater Związku Radzieckiego (1952).

## Życiorys
Urodził się w ukraińskiej rodzinie chłopskiej. Do 1939 skończył 9 klas szkoły średniej, później aeroklub w Sumach, od czerwca 1941 służył w Armii Czerwonej. W 1943 ukończył wojskową lotniczą szkołę pilotów w Czuhujiwie, służył w 22. zapasowym pułku lotniczym 6 Zapasowej Brygady Lotniczej Sił Powietrznych Moskiewskiego Okręgu Wojskowego.
Od czerwca 1944 uczestniczył w wojnie z Niemcami jako lotnik i od listopada 1944 starszy lotnik 17. pułku myśliwskiego w składzie 190 Brygady Lotnictwa Myśliwskiego 11 Korpusu Lotnictwa Myśliwskiego 3 Armii Powietrznej. Walczył na 1 Froncie Nadbałtyckim i 3 Białoruskim. Brał udział w operacji białoruskiej, gumbinnen-gołdapskiej i wschodniopruskiej. Do końca wojny wykonał 110 lotów bojowych i stoczył 7 walk powietrznych, w których strącił osobiście dwa samoloty (oba 21 grudnia 1944) i dwa w grupie. W sierpniu 1945 w składzie 9 Armii Powietrznej 1 Frontu Dalekowschodniego brał udział w wojnie z Japonią, wykonując 3 loty bojowe osłaniające bombowce.
Po wojnie służył w Siłach Powietrznych Grupy Wojsk Radzieckich w Niemczech i Siłach Powietrznych Głównego Dowództwa Wojsk Dalekiego Wschodu. Jako dowódca klucza 17 pułku lotnictwa myśliwskiego w marcu 1951 został skierowany do Mukdenu w północnych Chinach wraz z pułkiem, po czym mianowany zastępcą dowódcy eskadry i w czerwcu 1951 skierowany do Korei, gdzie brał udział w wojnie koreańskiej. Do lutego 1952 wykonał tam 148 lotów bojowych i stoczył 45 walk powietrznych, w których strącił osobiście 9 samolotów przeciwnika. Po powrocie z Korei dowodził eskadrą, w listopadzie 1955 został pomocnikiem dowódcy 17. pułku lotnictwa myśliwskiego, a 17 kwietnia 1958 zastępcą dowódcy tego pułku, później w czerwcu 1959 naczelnikiem kurgańskiego obwodowego aeroklubu DOSAAF. W maju 1960 w stopniu podpułkownika został zwolniony do rezerwy, 15 kwietnia 1975 otrzymał stopień pułkownika. Mieszkał w Sumach, gdzie pracował w obwodowym komitecie DOSAAF.

## Odznaczenia
- Złota Gwiazda Bohatera Związku Radzieckiego (22 kwietnia 1952)
- Order Lenina (22 kwietnia 1952)
- Order Czerwonego Sztandaru (dwukrotnie, 6 maja 1945 i 17 grudnia 1951)
- Order Wojny Ojczyźnianej I klasy (dwukrotnie, 15 maja 1945 i 11 marca 1985)
- Order Wojny Ojczyźnianej II klasy (15 grudnia 1944)
- Order Czerwonej Gwiazdy (dwukrotnie, 30 sierpnia 1945 i 30 grudnia 1956)
- Medal „Za zasługi bojowe” (19 listopada 1951)

I inne.